# Ammasso dell'Orsa Maggiore
L'Ammasso dell'Orsa Maggiore (Ursa Major I Cluster, UMa I ClG) è un ammasso di galassie, incluso nel Superammasso della Vergine, con un abbondante numero di galassie spirali.
Tra i suoi componenti maggiori bisogna annoverare NGC 3631, NGC 3953, M109 a nord (Gruppo di M109) e NGC 3726, NGC 3938, NGC 4051 a sud.
L'Ammasso dell'Orsa Maggiore è situato alla distanza di 18,6 Megaparsec (60 milioni di anni luce) e ha il 30% della luminosità, ma solo il 5% della massa, del vicino Ammasso della Vergine.

## Galleria d'immagini

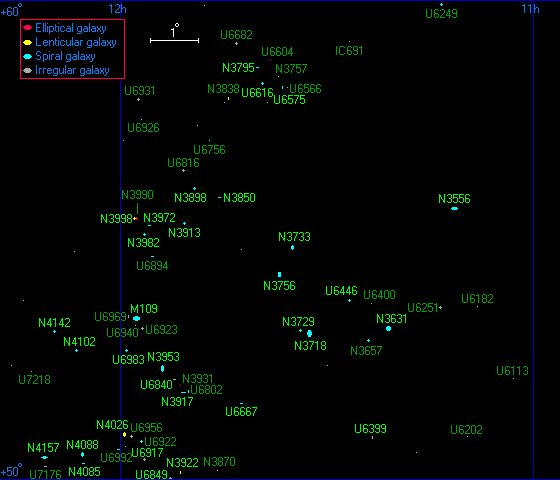
Distribuzione delle galassie nell'Ammasso dell'Orsa Maggiore Nord
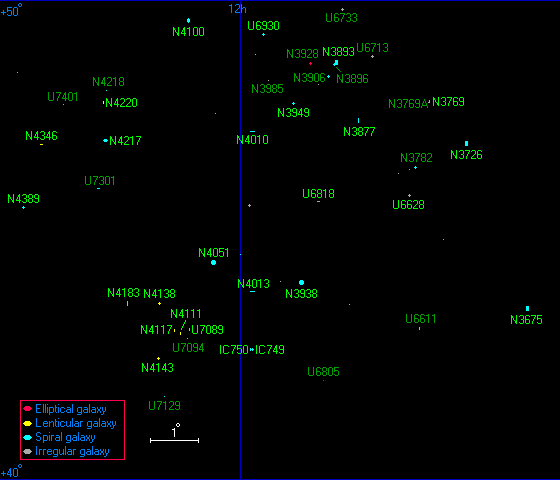
Distribuzione delle galassie nell'Ammasso dell'Orsa Maggiore Sud